# NGC 2124
NGC 2124 (другие обозначения — ESO 555-16, MCG −3-16-3, IRAS05557-2005, PGC 18147) — спиральная галактика (Sb) в созвездии Зайца. Открыта Уильямом Гершелем в 1784 году.
Этот объект входит в число перечисленных в оригинальной редакции «Нового общего каталога».